# Hans-Peter Kriemann
Hans-Peter Kriemann (* 1977 in Berlin) ist ein deutscher Berufsoffizier und Historiker. Kriemann ist Oberstleutnant der Bundeswehr und Projektbereichsleiter für Einsatzgeschichte am Zentrum für Militärgeschichte und Sozialwissenschaften der Bundeswehr in Potsdam sowie Dozent am Historischen Institut der Universität Potsdam.

## Leben
Kriemann trat 1998 in Bundeswehr beim Feldjägerbataillon 720 in Nienburg/Weser ein und absolvierte eine Ausbildung zum Offizier im Truppendienst. 2001 begann er ein Studium der Geschichte und Pädagogik an der Helmut-Schmidt-Universität/Universität der Bundeswehr in Hamburg, das er 2005 mit dem Magister Artium beenden konnte. Thema seiner Magisterarbeit war die Funktion der Kampfgruppen der Arbeiterklasse im System der Bewaffneten Organe der DDR. 
Es folgten ab 2005 Verwendungen im Truppendienst als Zugführer, Einsatzoffizier und Kompaniechef der Feldjäger in Berlin, Storkow und Stetten am kalten Markt mit einem Auslandseinsatz in der ISAF als Feldjägerführer und Provost Marshal in Faizabad in Afghanistan. Von 2010 bis 2012 war er Historikerstabsoffizier bzw. Lehrstabsoffizier für Militärgeschichte an der Offizierschule des Heeres in Dresden. 2012 wurde er Wissenschaftlicher Mitarbeiter im Forschungsbereich Neueste Militärgeschichte am Militärgeschichtlichen Forschungsamt sowie ab 2013 im Projektbereich Einsatzgeschichte am Zentrum für Militärgeschichte und Sozialwissenschaften der Bundeswehr, wo er 2021 zum Projektbereichsleiter ernannt wurde.
Kriemann wurde 2018 an der Philosophischen Fakultät der Potsdamer Universität mit einer Dissertation über Deutschlands Beteiligung am Kosovokrieg 1999 zum Dr. phil. promoviert. Sein Erstbetreuer war der Professor für Militärgeschichte Sönke Neitzel. Die Arbeit erschien 2021 mit dem Titel Hineingerutscht? Deutschland und der Kosovo-Krieg als 2. Band der Monografischen Reihe Bundeswehr im Einsatz bei Vandenhoeck & Ruprecht. Nachdem er bereits von 2014 bis 2016 Lehraufträge an der Universität der Bundeswehr in München übernommen hatte, ist er seit 2016 Lehrbeauftragter an der Professur für Militärgeschichte und Kulturgeschichte der Gewalt am Historischen Institut der Universität Potsdam. 
Hans-Peter Kriemann ist Autor zahlreicher Fachveröffentlichungen. Neben seiner Doktorarbeit erschien 2019 sein Werk Der Kosovokrieg 1999 zur gleichen Thematik. Kleinere Arbeiten veröffentlichte er in der Fachzeitschrift Militärgeschichte. Zeitschrift für historische Bildung. Kriemann ist Mitglied in der Deutschen Kommission für Militärgeschichte der Internationalen Kommission für Militärgeschichte.

## Veröffentlichungen (Auswahl)
- Wie Friedrich „der Große“ wurde. Eine kleine Geschichte des Siebenjährigen Krieges 1756 bis 1763. als Mitautor, Rombach, Freiburg im Breisgau 2012, ISBN 978-3-7930-9711-2.
- Der Kosovokrieg 1999. Reclam, Ditzingen 2019, ISBN 978-3-15-011212-0.
- Hineingerutscht? Deutschland und der Kosovo-Krieg. (Dissertationsschrift), Vandenhoeck & Ruprecht, Göttingen 2021, ISBN 978-3-525-31135-6.
- Einsatz ohne Krieg? Die Bundeswehr nach 1990 zwischen politischem Auftrag und militärischer Wirklichkeit. als Mitautor, Vandenhoeck & Ruprecht, Göttingen 2021, ISBN 978-3-525-33609-0.
- The Ethics of Urban Warfare. City and War. als Mitautor, Brill, Leiden 2023, ISBN 978-90-04-52239-8.